# Instrument flight rules
Instrument flight rules (afgekort IFR) of instrumentvliegvoorschriften zijn vliegvoorschriften voor luchtvaartnavigatie met behulp van instrumenten. Wanneer er geen VFR-condities zijn (weersomstandigheden met onder andere voldoende zicht, zoals vereist voor een vlucht onder visual flight rules (zichtvliegvoorschriften, VFR)) en de piloot dus horizontaal en/of verticaal onvoldoende zicht heeft om zijn positie te kunnen bepalen, is het vliegen volgens IFR de enige mogelijkheid.